# Попіл снів
«Попіл снів» — повість українського письменника П. Загребельного, написана 1992 р. Твір є своєрідним дослідженням надприродних можливостей людського мозку й засторогою від їх нерозумного використання.

## Сюжет
Сюжет повісті зосереджено навколо постаті військового льотчика майора Василя Чуйка, який володіє надприродними здібностями. Він має страхітливу здатність убивати всіх, хто йому присниться, і тому є надзвичайно небезпечним для соціуму. Надприродні можливості мозку персонажа в підземній лабораторії Києва досліджує Алевтина Фіалко.
Напередодні новорічної ночі Василеві все ж вдається втекти з-під нагляду лікарів. Персонаж вирушає до Ірпеня, де у військовому санаторії працює його кохана Галка. Певний час Василь переховується в неї.
Нажахана Алевтина поспішає до саркофага АЕС, сподіваючись, що радіаційний захист врятує її від помсти Чуйка, і вимагає негайно розпочати пошуки небезпечного «наукового об'єкта». Слідство розпочинає Оксана Винокур, яка стає заручницею доктора Алі.
Коли ж органам влади вдається натрапити на слід Василя, між ними відбувається бій. Однак кулі не здатні завдати шкоди майору. Його огортає світляний стовп, і Василь Чуйко зникає безслідно.

## Жанр
Автор визначив жанр твору як пригодницьку повість. Також твір містить елементи детективу (пошуки Василя Чуйка та Оксани Винокур) і фантастики (надприродні здібності військового льотчика).

## Персонажі
Василь Чуйко — військовий льотчик, випробувач військової техніки. Мозок його наділений страхітливою здатністю убивати всіх, хто насниться майору.
Алевтина Фіалко — «головлікар і всемогутня повелителька Центру створення альтернативних видів зброї. Академік Академії медицинських наук. Унікальні досягнення в галузі нейрохірургії. Нетрадиційні методи розкриття механізмів людських снів. Революційні відкриття, що знаменують справжній переворот у науці». Розсудлива, холоднокровна, через що її називають монстром у людській подобі.
Оксана Винокур — слідча, яка намагається розгадати таємницю Василя Чуйка, але сама стає заручницею доктора Алі.
Галка — медсестра у військовому санаторії, кохана Василя Чуйка.

## Видання
Повість було видано 1995 року у видавництві «Український письменник» накладом 15 000 примірників. Після цього книгу не перевидавали.

## Оцінка в літературознавстві
С. Нестерук: «…попіл снів — це народ, якого перетворили на раба, якого генетично знищували, витоптуючи не тільки землю, а й розносячи прах предків».
Л. Кицак: «Павло Загребельний експериментує не лише з сюжетною схемою, вкрапленням фантастичних елементів у детектив, а й виводить на новий рівень усвідомлення ґендерного питання в українській літературі. Чи багато таких творів, де саме жінки пов'язані з головними сюжетними лініями?»